# Daniel-André Tande
Pour les articles homonymes, voir Tande.
Daniel-André Tande, né le 24 janvier 1994 à Narvik, est un sauteur à ski norvégien. Il est champion olympique par équipes en 2018, où il est aussi champion du monde de vol à ski.

## Carrière
Il commence sa carrière officielle en compétition FIS en 2009. En 2012, il fait ses premiers pas en Coupe continentale et aux Championnats du monde junior. Début janvier 2014, il se classe deuxième du concours de Coupe continentale disputé à Engelberg. Dans la foulée, il démarre au plus haut niveau en Coupe du monde, participant aux manches de vol à ski de Tauplitz. Sur le deuxième concours, il marque déjà ses premiers points, atterrissant au quinzième rang. En février de la même année, il décroche la médaille de bronze de la compétition par équipes des Championnats du monde junior.
Lors du Grand Prix d'été 2014, il monte sur le podium des deux manches d'Hakuba gagnées par son jeune compatriote Phillip Sjøen et se classe dixième du classement final.
Dans la Coupe du monde 2014-2015, il entre encore dans les points, avec comme meilleure performance une huitième place à Nijni Taguil, son premier top 10.
Son premier podium en Coupe du monde, qui est aussi sa première victoire, a eu lieu le 22 novembre 2015 à Klingenthal.
En janvier 2017, il remporte deux manches de la Tournée des quatre tremplins à Garmisch-Partenkirchen et Innsbruck, pour prendre la troisième place finale. Il est ensuite médaillé d'argent par équipes aux Championnats du monde de Lahti. À l'issue de la saison, il établit son meilleur classement général en Coupe du monde avec le troisième rang. En septembre 2017, son frère, Håkon-Kristoffer Tande, se suicide à 18 ans. Cet événement marque profondément Daniel-André Tande.
Il devient, en 2018, champion du monde de vol à ski devant Kamil Stoch et par équipes également. Peu avant les Jeux olympiques de Pyeongchang, il s'impose à Willingen. Lors de ces Jeux olympiques de 2018, il est sixième puis quatrième en individuel puis remporte la médaille d'or au concours par équipes avec Robert Johansson, Andreas Stjernen et Johann André Forfang. Quelques semaines plus tard, il est vainqueur du prestigieux concours d'Holmenkollen, gagnant aussi le concours par équipes. Il est de nouveau troisième du classement de la Coupe du monde cet hiver.
Lors de la saison 2018-2019, il ne compte qu'une cinquième place comme meilleur résultat, en délicatesse avec sa santé, avant de se blesser au genou à Lahti ce qui l'empêche de disputer les Championnats du monde à Seefeld et la fin de saison.
Il fait son retour au début de l'hiver suivant et domine ses adversaires à Wisła, puis Ruka (1 victoire à chaque fois).

## Palmarès

### Jeux olympiques
| Épreuve / Édition   | Individuel     | Individuel     | Par équipes Grand tremplin |
| Épreuve / Édition   | Petit tremplin | Grand tremplin | Par équipes Grand tremplin |
| JO 2018 Pyeongchang | 6e             | 4e             | Or                         |
| JO 2022 Pékin       | -              | 31e            | 4e                         |

Légende :
- : première place, médaille d'or
- : deuxième place, médaille d'argent
- : troisième place, médaille de bronze

### Championnats du monde
| Épreuve / Édition | Épreuve / Édition    | Lahti 2017 | Oberstdorf 2021 |
| Petit tremplin    | Petit tremplin       | 15e        | 9e              |
| Grand tremplin    | Grand tremplin       | 10e        | 12e             |
| Par équipes       | Petit tremplin mixte | 5e         | -               |
| Par équipes       | Grand tremplin       | Argent     | 6e              |

### Championnats du monde de vol à ski
| Épreuve / Édition | Tauplitz 2016 | Oberstdorf 2018 | Planica 2020 | Vikersund 2022 |
| Individuel        | 18e           | Or              | 13e          | 20e            |
| Par équipes       | Or            | Or              | Or           | Bronze         |

### Coupe du monde
- Meilleur classement général : 3e en 2017 et 2018.
- 3e de la Tournée des quatre tremplins 2016-2017
- 27 podiums individuels : 8 victoires et 12 deuxièmes places et 7 troisièmes places.
- 19 podiums par équipes, dont 12 victoires.
- 1 podium par équipes mixte, dont 1 victoire.

#### Différents classements en Coupe du monde
| Année     | Classement général final |
| 2013-2014 | 64e                      |
| 2014-2015 | 45e                      |
| 2015-2016 | 7e                       |
| 2016-2017 | 3e                       |
| 2017-2018 | 3e                       |
| 2018-2019 | 35e                      |
| 2019-2020 | 9e                       |
| 2020-2021 | 14e                      |
| 2021-2022 | 21e                      |
| 2022-2023 | 18e                      |

#### Victoires
| Année     | Lieu                                                     |
| 2015-2016 | Klingenthal (Allemagne)                                  |
| 2016-2017 | Garmisch-Partenkirchen (Allemagne), Innsbruck (Autriche) |
| 2017-2018 | Wllingen (Allemagne), Holmenkollen (Norvège)             |
| 2019-2020 | Wisła (Pologne, Ruka (Finlande)                          |
| 2021-2022 | Oslo (Norvège)                                           |

### Championnats du monde junior
- Médaille de bronze de l'épreuve par équipes en 2014 à Val di Fiemme.

### Grand Prix d'été
- Meilleur classement général : 10e en 2014.
- 2 podiums.

### Coupe continentale
- 6 victoires.